# شهرستان واشینگتن (میزوری)
شهرستان واشینگتن، میزوری (به انگلیسی: Washington County, Missouri) یک شهرستان
در ایالات متحده آمریکا است که در میزوری واقع شده‌است.